# 1110-talet

## Händelser

### 1110
- 4 december - Korsfararna erövrar Sidon.
- Henrik V, tysk-romersk kejsare invaderar Italien.
- Den ryska Nestorskrönikan slutar.
- Byggandet av Fontevraudklostret påbörjas i Frankrike.
- Beirut och Sidon erövras av korsfarare.
- Mawdud av Mosul erövrar korsfararnas egendomar öster om Eufrat.
- Den bysantinse kejsaren Alexios I Komnenos återupptar sitt krig mot Seldjukerna.

### 1111
- 12 april - Motpåven Silvester IV avsätts.
- Henrik V kröns till tysk-romersk kejsare av påven Paschalis II, efter att kejsaren fängslat denne och framtvingat såväl kröning som ett erkännande av investiturrätten.
- Balduin VII blir greve av Flandern.

### 1112
- Folket i Laon bildar en kommun och mördar sin biskop.
- Salzwedel grundläggs.
- Baden blir furstendöme.
- Afonso I uppstiger på Portugals tron.
- Otto av Ballenstedt upphöjs till hertig av Sachsen av Henrik V, tysk-romersk kejsare.

### 1113
- Pierre Abaelard öppnar sin skola i Paris.
- Kyanzitthas regeringstid slutar och Alaungsithus inleds i Myanmar.
- Suryavarman I:s regeringstid inleds i Khmerriket.
- Oradea omnämns för första gången under det latinska namnet Varadinum.

### 1114
- 7 januari - Matilda av England, Henrik I:s dotter, gifter sig med Henrik V, tysk-romersk kejsare.

### 1115
- Den ziridiske härskaren Ali ibn Yahya tillträder.
- Ludvig VI av Frankrike gifter sig med Adelaide av Savojen.
- Klostret Clairvaux grundas.
- Jindynastin grundas.

### 1116
- Stefan II efterträder sin far Koloman som kung av Ungern.
- Den moderna boken uppfinns i Kina.

### 1117
- Staden Pelusium rivs till grunden av Balduin I av Jerusalem.
- Kompasser börjar användas för navigering.
- Slaveriet upphör på Island.

### 1118
- 24 januari - Giovanni Coniulo blir påve under namnet Gelasius II.
- 8 mars - Gregorius VIII utses till motpåve.
- Inge den yngre efterträder Filip som svensk kung.
- Det hinduiska kungariket Vijayanagar grundas.

### 1119
- 2 februari - Guido blir påve under namnet Callixtus II.
- Gottfrid av Saint-Omer och sex andra riddare grundar tempelherreorden för att skydda pilgrimer mot överfall då de färdas till Jerusalem under korstågen.

## Födda

### 1110
- Alice av Jerusalem, furstinna av Antiochia.

### 1111
- Agnes av Babenberg, storhertiginna av Polen.

### 1112
- Beatrice av Vienne, grevinna av Savojen

### 1113
- 24 augusti - Geoffrey av Anjou, greve av Anjou och Maine samt hertig av Normandie.

### 1114
- Bhaskara, indisk astronom.

### 1115
- Erling Skakke, norsk adelsman.

### 1116
- Berengaria av Barcelona, drottning av Kastilien och León samt kejsarinna av Spanien.

### 1117
- Narathu, kung av Burma.

### 1118
- 28 november - Manuel I Komnenos, bysantinsk kejsare.
- 21 december - Thomas Becket, kunglig kansler och ärkebiskop av Canterbury (död 1170).
- Andronikos I, bysantinsk kejsare.

### 1119
- Sutoku, kejsare av Japan.

### Okänt år
- Bernhard av Cluny.

## Avlidna

### 1110
- Inge den äldre, kung av Sverige.

### 1111
- 3 mars - Bohemund I av Antiokia, furste av Taranto och Antiochia.
- 5 oktober - Robert II av Flandern.
- Ghazali, persisk teolog och mystiker.

### 1112
- Henrik av Burgund, greve av Portugal.
- Tancred, en av ledarna under första korståget.

### 1113
- 4 augusti - Gertrud av Sachsen, grevinna av Holland och Flandern.
- Skjalm Hvide, hövding på Rügen.

### 1114
- Álvar Fáñez, kastilisk militär.

### 1115
- 8 juli - Peter Eremiten, fransk predikant och korstågsledare.
- 24 juli - Matilda, markgrevinna av Toscana.
- Adele av Flandern, dansk drottning.
- Olav Magnusson, kung av Norge.

### 1116
- 3 februari - Koloman av Ungern.

### 1117
- 16 april - S:t Magnus.
- Anselm av Laon, teolog.
- Bertrade de Montfort.
- Yves de Chartres, biskop av Chartres.

### 1118
- 21 januari - Paschalis II, född Ranierius, påve 1099-1118.
- 15 augusti - Alexios I Komnenos, bysantinsk kejsare 1081-1118.
- Edith av Skottland, engelsk drottning.
- Filip, svensk kung från 1105.

### 1119
- 29 januari - Gelasius II, född Giovanni Coniulo, påve 1118-1119.